# Đerekare
Đerekare (cirill betűkkel Ђерекаре) település Szerbiában, a Raškai körzet Tutini községében.

## Népesség
- 1948-ban 689 lakosa volt.
- 1953-ban 777 lakosa volt.
- 1961-ben 829 lakosa volt.
- 1971-ben 658 lakosa volt.
- 1981-ben 591 lakosa volt.
- 1991-ben 622 lakosa volt.
- 2002-ben 518 lakosa volt,[1] akik mindannyian bosnyákok.[2]